# Flisa bru
Die Flisa bru mit einer Länge von 196 Metern und einer Spannweite von 70,5 Metern ist eine der längsten modernen Holzbrücken der Welt.
Die Brücke wurde 2003 neu erbaut und befindet sich im norwegischen Ort Flisa. Sie verbindet die beiden Uferseiten des Flusses Glomma, hat zwei Fahrspuren und einem Fußweg und wurde als Ersatz für eine baufällig gewordene alte Stahlbrücke benötigt. Die Straße über die Glomma wird in Norwegen als „Straße 206“ bezeichnet, eine Hauptstraße zweiter Ordnung. Der Ort Flisa befindet sich zwischen den Städten Elverum und Kongsvinger, ca. 30 Kilometer westlich der schwedischen Grenze.
Die Brücke wurde aus riesigen vorgefertigten Spannwerken mit einem Gewicht von bis zu 70 Tonnen montiert. Dazu wurden die leistungsfähigsten Autokräne, welche in Nordeuropa verfügbar waren, nach Flisa transportiert. Der Bau dieser Brücke hat Norwegen ca. 16 Millionen Norwegische Kronen (fast 2 Millionen Euro) gekostet.